# لنگستن (اکلاهما)
لنگستن(به انگلیسی: Langston) شهری در ایالت اکلاهما کشور ایالات متحده آمریکا است که جمعیت آن در سرشماری سال ۲۰۱۰ میلادی، ۱٬۷۲۴ نفر بوده‌است.